# Simone Wallon
Pour les articles homonymes, voir Wallon (homonymie).
Simone Wallon est une bibliothécaire, germaniste, folkloriste et traductrice française née le 29 août 1918 à Pau, dans les Pyrénées-Atlantiques, et morte le 12 mai 2001 dans le 15e arrondissement de Paris.

## Biographie
Simone Wallon était la nièce du psychologue Henri Wallon (1879-1962),.
Elle a été conservatrice du département de musique de la Bibliothèque nationale de France. Elle faisait partie de l'association Una voce.
Elle a travaillé notamment avec les musicologues Franz Grasberger, Jacques Chailley et Patrice Coirault. Elle était aussi traductrice de l'allemand et a traduit de nombreux ouvrages, en particulier des livres sur la religion catholique.

## Publications

### Ouvrages
- Les mélodies des chansons folkloriques françaises du temps de Pâques, Paris, 1952.
- Guy Ropartz, Paris, Presses artistiques, 1964.
- Guy Ropartz : exposition,  Paris, Bibliothèque nationale, 11 Juin-11 Juillet 1964, catalogue par Simone Wallon, préface de Julien Cain, Paris, Bibliothèque nationale, 1964.
- Catalogue du fonds musical de la Bibliothèque Sainte-Geneviève de Paris : manuscrits et imprimés, avec Madeleine Garros, Kassel, Association internationale des bibliothèques musicales, Société internationale de musicologie, 1967.
- L'allemand musicologique,  Paris, Beauchesne, 1980.
- La Documentation musicologique, Paris, Beauchesne, 1984.
- L'Oral en fiches. Manuel de traitement documentaire des phonogrammes, par Elizabeth Giuliani, 1985, recension par Simone Wallon, in: Vibrations, numéro 3, 1986. [lire en ligne]
- Aux Sources des chansons populaires, par Martine David et Anne-Marie Delrieu, 1984, recension par Simone Wallon, in: Vibrations, numéro 2, 1986. [lire en ligne]

### Préface
- Dictionnaire biographique des collecteurs de l'ancienne chanson folklorique française ainsi que de ses publicistes et théoriciens contenant quelques éléments bibliographiques, 1830-1930 environ, par Gérard Carreau,  préface de Simone Wallon, Saint-Jouin-de-Milly, Éditions FAMDT, 1998.

### Édition
- Markus-Passion : ein-bis fünfstimmig, par Ambrosius Beber (de), édité par Simone Wallon, Wolfenbüttel, Möseler Verlag, 1958.
- Guy Ropartz, catalogue rédigé par Simone Wallon, Paris, Bibliothèque nationale de France, 1964.
- Chants populaires de la Grande-Lande et des régions voisines Tome 2, : musique, texte gascon et traduction française, par Félix Arnaudin, textes présentés et annotés par Simone  Wallon, A. Dupin et J. Boisgontier, Bordeaux, Groupement des amis de Félix Arnaudin, 1970.
- Répertoire des chansons françaises de tradition orale I, La poésie et l'amour, par  Patrice Coirault, ouvrage révisé et complété par Georges Delarue, Yvette Fédoroff et Simone Wallon, Paris, Bibliothèque nationale de France, 1996.
- Répertoire des chansons françaises de tradition orale II, Le mariage, la vie sociale et militaire, l'enfance, par Patrice Coirault, ouvrage révisé et complété par Georges Delarue, Yvette Fédoroff et Simone Wallon,  Paris, Bibliothèque nationale de France, 2000.
- Répertoire des chansons françaises de tradition orale III, Religion, crimes, divertissements, par Patrice Coirault, ouvrage révisé et complété par Georges Delarue, Marlène Belly et Simone Wallon,  Paris, Bibliothèque nationale de France, 2007.

### Traduction
- Les tapis d'Orient : manuel pour amateurs et collectionneurs, par Heinrich Ropers, Paris, Presses universitaires de France, 1958.
- Le meuble baroque et rococo,  par Franz Windisch-Graetz, Paris, Presses universitaires de France, 1959.
- Le modern style dans les arts appliqués, par Kurt Dingelstedt, Paris, Presses universitaires de France, 1959.
- Les masques africains, par Hans Himmelheber (de), Paris, Presses universitaires de France, 1960.
- Prométhée : histoire illustrée de la civilisation grecque et romaine, par Willy Zschietzschmann (de), Paris, Presses universitaires de France, 1960.
- Les soieries anciennes d'Europe, par Walter Schrader, Paris, Presses universitaires de France, 1961.
- La porcelaine japonaise, par Martin Feddersen, Paris, Presses Universitaires de France, 1961.
- Les tapis persans, par Achmed Mahaval, Paris, Presses universitaires de France, 1965.
- Cent vingt et un versets brefs de Michael Haydn, sous la direction de Gaston Litaize et Jean Bonfils, Paris, Éditions musicales de la Schola Cantorum et de la Procure générale de musique, 1965.
- Les écrits de Jean-Sébastien Bach, présentés et commentés par Werner Neumann et Hans-Joachim Schulze, édition critique intégrale revue et augmentée par les Archives Bach de Leipzig et l'Institut Jean-Sébastien Bach de Göttingen, traduction française et notes critiques avec Édith Weber, Paris, Éditions Entente, 1976.
- Cosmos et création : la mante religieuse : deux savants à la recherche de Dieu, par Max Thürkauf (de), traduit de l'allemand  avec la collaboration d'Yvette Fedoroff,  Paris, Téqui, 1984.
- La célébration de la foi : essai sur la théologie du culte divin, par le Cardinal Joseph Ratzinger, Paris, Téqui, 1985.
- La Mante religieuse : cosmos et création : deux savants à la recherche de Dieu, par Max Thürkauf, traduction avec la collaboration d'Yvette Fédoroff, Paris, Téqui, 1989.
- La réforme liturgique en question, par Mgr Klaus Gamber (de), Le Barroux, Éditions Sainte-Madeleine, 1992.
- Tournés vers le Seigneur!, par Mgr Klaus Gamber, Le Barroux, Éditions Sainte-Madeleine, 1993.
- Jésus nous parle : les paraboles et les allégories des quatre Évangiles, par Johannes P. M. van der Ploeg (en), traduction du néerlandais avec la collaboration de Simone Wallon, Paris, Gabalda, 1994.
- La célébration de la foi : essais sur la théologie du culte divin, par le Cardinal Joseph Ratzinger, Paris, Téqui, 1995.
- Le célibat des clercs : histoire de son évolution et fondements théologiques, par  Alfons Maria Stickler, traduction de l'allemand avec Joël Pottier, Paris, Téqui, 1998.